# Aus dem Schatten – Eine Zeit der Hoffnung
Aus dem Schatten – Eine Zeit der Hoffnung ist ein Fernsehfilm des Schweizer Regisseurs Marcel Gisler, der von dem Aufbruch der Schweizer Psychiatrie Ende der Siebziger Jahre erzählt.

## Handlung
Selbstbewusst fährt die Sozialpädagogin Christa Liniger nach ihrem Uni-Abschluss in Zürich 1977 in ihrem blauen VW-Käfer zu ihrer ersten Arbeitsstelle im Sozialdienst der Psychiatrischen Klinik Sonnenhof in ländlicher Gegend. Sie weiß um den Nachholbedarf der psychiatrischen Behandlung in der Schweiz im Vergleich zu anderen europäischen Ländern. Herrscht hier doch noch der Leitgedanke vor, psychisch Kranke abzusondern und medikamentös ruhig zu stellen, anstatt frühzeitig die Reintegration in die Gesellschaft in den Blick zu nehmen. Sie will dies aufbrechen helfen und ist voller Hoffnung auf einen Erfolg. Ihr Freund und Lebensgefährte Marc Bundi arbeitet ja schon seit einem halben Jahr als Assistenzarzt in der Klinik.
Sie wird auf ihrer neuen Arbeitsstelle nicht erwartet. Fast gewaltsam muss sie sich zu dem Klinikleiter Professor Sennhauser durchkämpfen. Sie erlebt eine selbstherrliche Psychiatrie. Neue Patienten, von den Assistenzärzten vorgestellt, werden vor der Versammlung der Ärzte und ausgewählten Klinikpersonals vom Professor mit immer den gleichen nichtssagenden pauschalen Fragen befragt und dann unter Bescheid einer entsprechenden Medikamentendosis abgearbeitet. Der Herr Professor hat sein autoritäres System fest installiert, indem er feste Verbindungen zu allen lokalen gesellschaftlichen Entscheidungsträgern unterhält. Nur zu Fastnacht lässt er sich von seinen Patienten in eine Zwangsjacke stecken und eine Krone aufsetzen. Es wird eine Puppe verbrannt, die Ärztekittel und ebensolche Krone trägt.
Christa findet Angebote des Unternehmers Peter Wältli zur Unterbringung von Patienten außerhalb der Klinik vor, sie findet mit Hilfe ihres Freundes Marc auch zwei geeignete Patientinnen. Maria Troxler will zurück zu ihren zwei Kindern. Sie kommt aus einem schwierigen sozialen Milieu. Ihr Mann ist Trinker und sie hatte alkoholisiert gewaltsame Ausbrüche, die sie in die Klinik brachten. Beatrice Meier ist manisch-depressiv. Scheinbar will sich auch Sennhausen dem Experiment nicht widersetzen, obwohl er heftigste Abneigungen gegen Peter Wältli hat, der ihn schön öfter heftig in der Öffentlichkeit kritisiert hatte. Alles ist organisiert. Beide Patientinnen sollen in Zimmern nebeneinander wohnen, haben Arbeit und die behördlichen Genehmigungen. Da stellt sich plötzlich ihr Freund Marc gegen den Start, weil er ärztliche Bedenken über die aktuelle Zustandslage von Beatrice Meier hat. Doch Christa will diesen mühsamen Aufbruch nicht zurückdrehen. Sie sucht dafür sogar das Bündnis mit Professor Sennhauser, der die Bedenken von Marc durch Zusatzmaßnahmen zurückweist.
Doch der Aufbruch scheitert. Nicht nur, das Maria Troxler wieder einen Alkoholexzess hatte und in der Klinik behandelt werden musste. Beatrice Meier hat sich, nun allein, das Leben genommen. Das Liebesverhältnis zwischen Marc und Christa ist schwer belastet. Professor Sennhauser spricht Christa zwar von unmittelbarer Schuld frei, die Gefahr des Selbstmordes gehörte zum Krankheitsbild von Beatrice Meier, verlangt aber jetzt von ihr unbedingt Loyalität, wenn sie ihre Arbeit an der Klinik fortsetzen will.
Aber Christa wollte nicht. Sie trennte sich von Marc und kellnert nun in einem Restaurant. Dort sucht sie Peter Wältlis auf. Er zeigt ihr ein Bild mit dem glücklichen Lachen von Maria Troxler und Beatrice Meier aus der Zeit, als sie selbständig außerhalb der Klinik lebten. Er bittet sie um Mitarbeit in der Stiftung Pro Mente Sana. Diese Stiftung verhilft psychisch kranken Menschen, ein Leben außerhalb der Klinik zu führen, indem diese Kranken über den Rundfunk Menschen in der Gesellschaft finden können, die sie aufnehmen. Die Arbeit der Stiftung ist erfolgreich. Die Gesellschaft akzeptiert das Wegschließen psychisch Kranker nicht mehr. Nach dem Abtreten von Professor Sennhauser, an dem auch Marc Bundi mitgewirkt hatte, beteiligt sich auch die Klinik Sonnenhof. Christa erlebt, wie sich Maria Troxler in einer Rundfunkaufnahme um einen Platz in der Gesellschaft bewirbt.

## Produktion und Hintergrund
Der Film wurde von SRF und ARTE produziert.

„Regie in dem Spielfilm führte Marcel Gisler, gedreht wurde an mehreren Orten in den Kantonen Zürich und Solothurn. Der Film ist inspiriert durch eine wahre Geschichte, nämlich durch die Erfahrungen einer ehemaligen Sozialarbeiterin der Klinik Münsterlingen. Es handele sich um Fiktion und Dokumentation zugleich, so Marcel Gisler. Ursprünglich sei die Idee gewesen, etwas zu Medikamentenversuchen in Münsterlingen zu machen. Weil der Sender dazu aber eine Dokumentation in Auftrag gab, entstand sodann die Idee, begleitend in einem Spielfilm die damaligen Hintergründe und Strukturen darzustellen.“

## Kritiken
„Gediegenes historisches Drama um einen wichtigen medizinischen Aufbruch im helvetischen Gesundheitssystem, das mit dokumentarischer Sorgfalt Epoche und Zeitgeist rekonstruiert. Der etwas langatmig inszenierte Film bemüht sich um eine ausgewogene Darstellung aller Standpunkte.“

„Der Film lebt vom Spannungsfeld zwischen der hierarchischen alten Psychiaterwelt mit ihren Machtspielen (es gibt keine Psychiaterin) auf der einen und der Sozialarbeit auf der anderen Seite, die auf Menschlichkeit und Augenhöhe zu den Patienten setzt.“